# Stavovská akademie v Olomouci
Stavovská akademie v Olomouci (latinsky Collegium Nobilium Olomucensis) byla vzdělávací instituce pro vyšší společenské vrstvy, která působila v Olomouci s přestávkami v letech 1725–1847.

## Historie
Stavovská akademie byla založena při olomoucké univerzitě v roce 1725 na návrh olomouckého hejtmana Michaela sv. p. Šubíře. Původně měla zajišťovat výuku civilního práva, živých jazyků, šermu a tance pro šlechtice a syny úředníků a měšťanů, což jezuitská univerzita nezajišťovala. Císař Karel VI. souhlasil s návrhem stavů a proto na akademii začalo vyučování již 1. května 1727. Postavení první budovy akademie na olomouckém Předhradí bylo umožněno díky odkazu Leopolda Antonína Saka z Bohuňovic, který jako poslední potomek svého rodu věnoval celý svůj majetek na vybudování akademie. Akademie byla od počátku trnem v oku olomouckým jezuitům, kteří v ní spatřovali konkurenci univerzity.
Roku 1778 byla akademie přesunuta spolu s univerzitou do Brna, odkud se roku 1782 vrátila zpět. O rok později byla sloučena s vídeňskou Tereziánskou akademií, která byla samotná uzavřena v roce 1784 a ta olomoucká její osud následovala v roce 1787. Po smrti Josefa II. ji na žádost stavů roku 1791 znovu obnovil Leopold II. Stavové však záhy začali chtít její přesun do Brna, který byl povolen až roku 1843. V Olomouci se vyučovalo do roku 1847, od školního roku 1846/47 však již akademie byla v Brně, kde se z ní roku 1850 stala německá technika, C. k. vysoká škola technická v Brně.
Nejvyšší počet studentů měla akademie v roce 1844, kdy ji navštěvovalo 474 posluchačů. V posledním roce činnosti v Olomouci navštěvovalo hodiny ženijního oboru 111 posluchačů, zemědělství 91 posluchačů, jazyky 195 posluchačů a jízdu, šerm a tanec 19 studentů.

## Organizace akademie
V čele akademie stál ředitel, kterým byl nejčastěji krajský hejtman nebo olomoucký světící biskup. Profesoři byli jmenováni stavy s výjimkou profesorů práv, které jmenoval císař.

### Seznam ředitelů akademie
- 1725 – 1727 František Michal Augustin Šubíř z Chobyně, olomoucký krajský hejtman
- 1727 – 1740 František Fortunát Miniati di Ciampoli, olomoucký krajský hejtman
- 1750 – 1753 Bernard Josef Skrbenský z Hříště
- 1753 – 1757 Karel Gotthard z Allmsteinu
- 1757 – 1769 Bernard Josef Skrbenský z Hříště (podruhé)
- 1769 – 1787 Jan hrabě Stomm
- 1791 – 1793 Vincenc Dubský z Třebomyslic, olomoucký krajský hejtman
- 1793 – 1801 Alois Josef Krakovský z Kolovrat, světící biskup olomoucký
- 1801 – 1812 Jan Karel hrabě Stomm
- 1812 – 1830 Ferdinand Maria Chotek, světící biskup olomoucký
- 1831 Ludvík baron Rauber, olomoucký kanovník
- 1832 – 1847 Vincenc hrabě Vetter

## Budovy akademie
Roku 1727 byla dokončena první budova akademie na olomouckém Předhradí s jízdárnou (dnes Křížkovského ul. 5), kterou roku 1756 zabavil stát a použil ji k vojenským účelům. Pak se chvíli vyučovalo po domech, až roku 1772 koupili stavové dva domy na Bělidlech, kde provedli adaptaci a postavili druhou budovu (dnes Sokolská 21). Tuto budovu prodali roku 1778 po přesunu akademie do Brna vojsku. Po návratu do Olomouce roku 1782 ji znovu koupili, ale již roku 1787 byla akademie zrušena. Po obnovení akademie roku stavové tutéž budovu koupili roku 1793 již potřetí a akademie v ní zůstala až do svého přeložení do Brna roku 1847.

## Vyučované předměty
- právo, od roku 1732 byli na akademii tři profesoři práva, první (primarius) práva veřejného, druhý (secundarius) profesor digest a pandektů, třetí (tertiarius) institucí, lenního práva, práva trestního a kanonického. Kromě působení na akademii vyučovali právo na olomoucké univerzitě.
- francouzština
- italština, od roku 1815
- čeština byla vyučována od roku 1829, od roku 1834 na samostatné katedře. Profesory češtiny byli:
  - 1831–1839 Antonín Boček
  - 1839–1847 Alois Vojtěch Šembera
- ženijní obor (inženýrství a stavitelství, včetně počtů, geometrie a zeměpisu)
- zemědělství, od roku 1786 na samostatné katedře
- přírodní vědy, od roku 1815
- jízda
- šerm
- tanec

## Významné osobnosti spjaté s akademií
- Alois Vojtěch Šembera
- Johann Karl Nestler
- Jan Helcelet